# Parammobatodes indicus
Parammobatodes indicus är en biart som först beskrevs av Cockerell 1919.  Parammobatodes indicus ingår i släktet Parammobatodes och familjen långtungebin. Inga underarter finns listade i Catalogue of Life.